# روبي ويليامسون
روبي ويليامسون (بالإنجليزية: Robbie Williamson)‏ (25 أبريل 1969 في المملكة المتحدة - ) هو مدرب كرة قدم ولاعب كرة قدم بريطاني في مركز الوسط. لعب مع نادي روس كاونتي وكلاكناكودين ‏.